# Giuseppe Miraglia
«Джузеппе Міралья» (італ. Giuseppe Miraglia) — італійський гідроавіаносець періоду 1920-1950-х років.

## Історія створення
Авіаносець «Джузеппе Міралья» був закладений 5 березня 1921 року на верфі Армійського арсеналу в Ла-Спеції як пасажирський пароплав «Città di Messina», але викуплений італійським урядом для перебудови у гідроавіаносець. Роботи з перебудови тривали протягом 1924—1927 років. 1 листопада 1927 року корабель вступив у стрій.

## Конструкція
В центральній частині корабля був збудований ангар, над яким були надбудови та димові труби. Ворота ангара відкривались спереду та ззаду. Запуск літаків здійснювався за допомогою двох катапульт, підйом гідролітаків з поверхні води — за допомогою двох кранів.
Спочатку на кораблі розміщувались літаки Macchi M.18, які потім замінили на IMAM Ro.43.

## Історія використання
«Джузеппе Міралья» брав участь у італо-ефіопській війні та громадянській війні в Іспанії.
Під час Другої світової війни корабель використовувався як навчальний авіаносець. Після капітуляції Італії корабель був інтернований союзниками та з вересня 1943 року використовувався як плавбаза підводних човнів на Мальті.
Після війни корабель використовувався для транспортування італійських військовополонених додому, потім як плавуча казарма в Таранто. У 1950 році корабель був проданий на злам.